# Coupe du monde de bobsleigh 2014-2015
Navigation
Édition précédente Édition suivante
La coupe du monde de bobsleigh 2014-2015 est la 31e édition de la Coupe du monde de bobsleigh, compétition de bobsleigh organisée annuellement par la Fédération internationale de bobsleigh et de tobogganing.

Elle se déroule entre le 8 décembre 2014 et le 15 février 2015 sur 8 étapes organisées en Amérique du Nord puis en Europe en coopération avec la Coupe du monde de skeleton.

## Programme de la saison
| \| Altenberg Königssee St Moritz La Plagne Igls Sotchi \| Sites des compétitions en Europe |
| Altenberg Königssee St Moritz La Plagne Igls Sotchi                                        |

| \| Lake Placid Calgary \| Sites des compétitions en Amérique du Nord |
| Lake Placid Calgary                                                  |

## Attribution des points
Les manches de Coupe du monde donnent lieu à l'attribution de points, dont le total détermine le classement général de la Coupe du monde.
Ces points sont attribués selon cette répartition :
| Place  | 1   | 2   | 3   | 4   | 5   | 6   | 7   | 8   | 9   | 10  | 11  | 12  | 13  | 14  | 15  | 16 | 17 | 18 | 19 | 20 | 21 | 22 | 23 | 24 | 25 | 26 | 27 | 28 | 29 |
| ------ | --- | --- | --- | --- | --- | --- | --- | --- | --- | --- | --- | --- | --- | --- | --- | -- | -- | -- | -- | -- | -- | -- | -- | -- | -- | -- | -- | -- | -- |
| Points | 225 | 210 | 200 | 192 | 184 | 176 | 168 | 160 | 152 | 144 | 136 | 128 | 120 | 112 | 104 | 96 | 88 | 80 | 74 | 68 | 62 | 56 | 50 | 45 | 40 | 36 | 32 | 28 | 24 |

## Classements Général
| Rang | Nation              | Points |
| ---- | ------------------- | ------ |
| 1    | Oskars Melbardis    | 1684   |
| 2    | Beat Hefti          | 1636   |
| 3    | Rico Peter          | 1449   |
| 4    | Francesco Friedrich | 1429   |
| 5    | Nico Walther        | 1378   |

| Rang | Nation              | Points |
| ---- | ------------------- | ------ |
| 1    | Oskars Melbardis    | 1735   |
| 2    | Alexander Kasjanov  | 1494   |
| 3    | Maximilian Arndt    | 1410   |
| 4    | Nico Walther        | 1379   |
| 5    | Francesco Friedrich | 1310   |

| Rang | Nation              | Points |
| ---- | ------------------- | ------ |
| 1    | Oskars Melbardis    | 3419   |
| 2    | Nico Walther        | 2757   |
| 3    | Alexander Kasjanov  | 2750   |
| 4    | Francesco Friedrich | 2739   |
| 5    | Rico Peter          | 2737   |

| Rang | Nation               | Points |
| ---- | -------------------- | ------ |
| 1    | Elana Meyers         | 1718   |
| 2    | Kaillie Humphries    | 1522   |
| 3    | Jazmine Fenlator     | 1474   |
| 4    | Elfje Willemsen      | 1460   |
| 5    | Anja Schneiderheinze | 1389   |

## Calendrier
| 1. Lake Placid (8 au 13 décembre 2014) |                                                                |                                                                         |                                                                           |
| Épreuve                                | Vainqueur                                                      | Deuxième                                                                | Troisième                                                                 |
| Bob à 2 - Hommes                       | Allemagne Francesco Friedrich Thorsten Margis                  | Lettonie Oskars Melbardis Daumants Dreiskens                            | États-Unis Nick Cunningham Casey Wickline                                 |
| Bob à 4 - Hommes                       | Allemagne Maximilian Arndt Kevin Korona Joshua Bluhm Ben Heber | Russie Alexander Kasjanov Maxim Mokrousov Ilvir Huzin Aleksei Pushkarev | Lettonie Oskars Melbardis Daumants Dreiskens Arvis Vilkaste Janis Strenga |
| Bob à 2 - Femmes                       | États-Unis Elana Meyers Cherrelle Garrett                      | États-Unis Jazmine Fenlator Natalie Deratt                              | États-Unis Jamie Greubel Lauren Gibbs                                     |

| 2. Calgary (15 au 20 décembre 2014) |                                                                           |                                                                          |                                                                |
| Épreuve                             | Vainqueur                                                                 | Deuxième                                                                 | Troisième                                                      |
| Bob à 2 - Hommes                    | Lettonie Oskars Melbardis Daumants Dreiskens                              | Allemagne Francesco Friedrich Martin Grothkopp                           | Suisse Beat Hefti Alex Baumann                                 |
| Bob à 4 - Hommes                    | Lettonie Oskars Melbardis Daumants Dreiskens Arvis Vilkaste Janis Strenga | Allemagne Francesco Friedrich Jan Speer Martin Grothkopp Thorsten Margis | Allemagne Maximilian Arndt Kevin Korona Joshua Bluhm Ben Heber |
| Bob à 2 - Femmes                    | États-Unis Elana Meyers Cherrelle Garrett                                 | Allemagne Anja Schneiderheinze Franziska Bertels                         | Canada Kaillie Humphries Kate O'Brien                          |

| 3. Altenberg (5 au 11 janvier 2015) |                                                                          |                                                                           |                                                                   |
| Épreuve                             | Vainqueur                                                                | Deuxième                                                                  | Troisième                                                         |
| Bob à 2 - Hommes                    | Suisse Beat Hefti Alex Baumann                                           | Lettonie Oskars Melbardis Daumants Dreiskens                              | Allemagne Nico Walther Joshua Bluhm                               |
| Bob à 4 - Hommes                    | Allemagne Nico Walther Andreas Bredau Marko Huebenbecker Christian Poser | Lettonie Oskars Melbardis Daumants Dreiskens Arvis Vilkaste Janis Strenga | Suisse Rico Peter Bror van der Zijde Thomas Amrhein Simon Friedli |
| Bob à 2 - Femmes                    | États-Unis Elana Meyers Cherrelle Garrett                                | Belgique Elfje Willemsen Annelies Holthof                                 | Canada Kaillie Humphries Melissa Lotholz                          |

| 4. Königssee (12 au 18 janvier 2015) |                                                                      |                                                                          |                                                                           |
| Épreuve                              | Vainqueur                                                            | Deuxième                                                                 | Troisième                                                                 |
| Bob à 2 - Hommes                     | Suisse Beat Hefti Alex Baumann                                       | Allemagne Nico Walther Marko Huebenbecker                                | Canada Justin Kripps Bryan Barnett                                        |
| Bob à 4 - Hommes                     | Allemagne Maximilian Arndt Kevin Korona Alexander Roediger Ben Heber | Allemagne Nico Walther Andreas Bredau Marko Huebenbecker Christian Poser | Lettonie Oskars Melbardis Daumants Dreiskens Arvis Vilkaste Janis Strenga |
| Bob à 2 - Femmes                     | Allemagne Cathleen Martini Lisa Marie Buckwitz                       | Belgique Elfje Willemsen Annelies Holthof                                | Allemagne Anja Schneiderheinze Annika Drazek                              |

| 5. Saint-Moritz (19 au 25 janvier 2015) |                                                                           |                                                                                |                                                                      |
| Épreuve                                 | Vainqueur                                                                 | Deuxième                                                                       | Troisième                                                            |
| Bob à 2 - Hommes                        | Lettonie Oskars Melbardis, Daumants Dreiskens                             | Suisse Beat Hefti Alex Baumann                                                 | Lettonie Ugis Zalims Intars Dambis                                   |
| Bob à 4 - Hommes                        | Lettonie Oskars Melbardis Daumants Dreiskens Arvis Vilkaste Janis Strenga | Allemagne Francesco Friedrich Gregor Bermbach Martin Grothkopp Thorsten Margis | Allemagne Maximilian Arndt Jan Speer Alexander Roediger Martin Putze |
| Bob à 2 - Femmes                        | Allemagne Anja Schneiderheinze Annika Drazek                              | Allemagne Franziska Bertels Cathleen Martini                                   | États-Unis Jamie Greubel Cherrelle Garrett                           |

| 6. La Plagne (26 janvier au 1er février 2015) |                                                                           |                                                                         |                                                                            |
| Épreuve                                       | Vainqueur                                                                 | Deuxième                                                                | Troisième                                                                  |
| Bob à 2 - Hommes                              | Allemagne Francesco Friedrich Martin Grothkopp                            | Lettonie Oskars Melbardis, Daumants Dreiskens                           | Suisse Rico Peter Janne Bror van der Zijde                                 |
| Bob à 4 - Hommes                              | Lettonie Oskars Melbardis Daumants Dreiskens Arvis Vilkaste Janis Strenga | Russie Alexander Kasjanov Ilvir Huzin Aleksei Pushkarev Aleksey Zaytsev | Allemagne Francesco Friedrich Candy Bauer Martin Grothkopp Thorsten Margis |
| Bob à 2 - Femmes                              | États-Unis Elana Meyers Cherrelle Garrett                                 | États-Unis Jamie Greubel Lauryn Williams                                | Canada Kaillie Humphries Melissa Lotholz                                   |

| 7. Igls (2 au 8 février 2015) |                                                                           |                                                                            |                                                                          |
| Épreuve                       | Vainqueur                                                                 | Deuxième                                                                   | Troisième                                                                |
| Bob à 2 - Hommes              | Allemagne Francesco Friedrich Thorsten Margis                             | Lettonie Oskars Melbardis, Daumants Dreiskens                              | Suisse Beat Hefti Alex Baumann                                           |
| Bob à 4 - Hommes              | Lettonie Oskars Melbardis Daumants Dreiskens Arvis Vilkaste Janis Strenga | Allemagne Francesco Friedrich Candy Bauer Martin Grothkopp Thorsten Margis | Allemagne Nico Walther Marko Huebenbecker Andreas Bredau Christian Poser |
| Bob à 2 - Femmes              | États-Unis Elana Meyers Lauryn Williams                                   | Allemagne Anja Schneiderheinze Annika Drazek                               | États-Unis Jamie Greubel Cherrelle Garrett                               |

| 8. Sotchi (12 au 15 février 2015) |                                                                           |                                                                         |                                                                      |
| Épreuve                           | Vainqueur                                                                 | Deuxième                                                                | Troisième                                                            |
| Bob à 2 - Hommes                  | Suisse Rico Peter Simon Friedli                                           | Lettonie Oskars Melbardis Daumants Dreiskens                            | Suisse Beat Hefti Alex Baumann                                       |
| Bob à 4 - Hommes                  | Lettonie Oskars Melbardis Daumants Dreiskens Arvis Vilkaste Janis Strenga | Russie Alexander Kasjanov Ilvir Huzin Aleksei Pushkarev Aleksey Zaytsev | Allemagne Maximilian Arndt Ben Heber Alexander Roediger Martin Putze |
| Bob à 2 - Femmes                  | États-Unis Elana Meyers Cherrelle Garrett                                 | Canada Kaillie Humphries Melissa Lotholz                                | États-Unis Jamie Greubel Lauren Gibbs                                |